# Maya Hawke
Maya Ray Thurman Hawke (Nova York, 8 de juliol de 1998) és una actriu, cantant i model estatunidenca, filla dels reconeguts intèrprets Uma Thurman i Ethan Hawke. Va fer el seu debut en el paper de Jo March a l'adaptació de la BBC del clàssic Donetes. Interpreta el personatge de Robin Buckley en la tercera i quarta temporada de la sèrie de Netflix Stranger Things.

## Biografia
Va néixer el 8 de juliol de 1998 a Nova York, filla dels intèrprets Uma Thurman i Ethan Hawke. Els seus pares es van conèixer al rodatge de Gattaca el 1997 i es van casar al maig de 1998, divorciant-se el 2005. El seu germà, Levon Thurman-Hawke, va néixer el 2002.
Per part de pare, Hawke és rebesneta del dramaturg Tennessee Williams. Per part de mare, és neta de l'erudit budista Robert Thurman i de la model Nena von Schlebrügge. Schlebrügge va estar casada amb l'escriptor Timothy Leary. La mare de Nena, Birgit Holmquist, també va fer de model.
Hawke és dislèctica, fet que la va portar a canviar constantment d'escola. L'ambient artístic de la seva llar la va menar a convertir-se en actriu. Va començar els estudis d'art dramàtic a la Juilliard School, abandonant-los en l'obtenir un dels papers principals en l'adaptació de la BBC de Donetes.

## Carrera

### Modelatge
Igual que la seva mare i la seva àvia, Hawke va fer de model per a la revista Vogue al començament de la seva carrera. També va ser escollida com la imatge de la marca de moda AllSaints. El 2017, va participar en una campanya publicitària de Calvin Klein, sota la direcció de Sofia Coppola.

### Interpretació
Hawke va ser escollida per Sofia Coppola per a interpretar el paper de la Sireneta en una adaptació planejada per Universal Pictures. No obstant això, els productors van preferir a la més reconeguda Chloë Grace Moretz. Aquest i altres tipus de dificultats amb el projecte van portar Coppola a abandonar-ne la direcció. Moretz també va ser acomiadada.
El 2017 va interpretar el paper de Jo March a la minisèrie Donetes. Va ser seleccionada per interpretar el paper de Robin Buckley en la tercera temporada de la popular sèrie de Netflix Stranger Things. El seu personatge va ser descrit com «una noia alternativa avorrida del seu treball» fins que ensopega amb un dels secrets de Hawkins. Hawke també va interpretar Linda Kasabian a Once Upon a Time in Hollywood, sota la direcció de Quentin Tarantino.
L'octubre de 2018, es va anunciar que Hawke apareixeria a la pel·lícula de Gia Coppola, Mainstream, estrenada el 2020. També interpreta a Heather a la pel·lícula de terror de Netflix Fear Street Part One: 1994, que es va estrenar el juliol del 2021. L'abril de 2022, Hawke es va unir a la pel·lícula biogràfica de Bradley Cooper sobre Leonard Bernstein, Maestro. El mateix any va protagonitzar la pel·lícula de comèdia Strangers de Netflix al costat de Camila Mendes, que des de llavors ha estat retitulada com Do Revenge.

### Música
L'agost de 2019, Hawke va publicar els seus dos primers senzills, «To Love A Boy» i «Stay Open». Les cançons van ser escrites i gravades per Hawke i el compositor Jesse Harris. Finalment, Hawke va donar forma a un àlbum d'estudi amb el títol de Blush. Inicialment previst per a ser publicat el 19 de juny de 2020, Blush es va endarrerir fins al 21 d'agost de 2020 a causa de les protestes de Black Lives Matter del 2020. Hawke va escriure per Instagram: "Crec que aquest no és un moment per a l'autopromoció. És un moment per a l'activació, l'educació i l'autoexaminació". El 2021 va publicar el seu single Blue Hippo.

## Filmografia

### Cinema i televisió
| Any            | Títol                         | Personatge     | Notes         |
| -------------- | ----------------------------- | -------------- | ------------- |
| 2017           | Little Women                  | Jo March       | Minisèrie     |
| 2019 - present | Stranger Things               | Robin Buckley  | [ 25 ]        |
| 2019           | Once Upon a Time in Hollywood | Linda Kasabian | Llargmetratge |
| 2019           | Ladyworld                     | Romy           | Llargmetratge |
| 2019           | Human Capital                 |                | Llargmetratge |
| 2019           | Mainstream                    |                | Llargmetratge |
| 2022           | Do Revenge                    | Eleanor        |               |